# 周志華 (配樂家)
周志華（1963年—），台灣配樂家，現任華亞國際音樂有限公司音樂總監。
台灣澎湖人，從小自學吉他。1981年到台北，在朋友家中見到了甫發明不久的MIDI器材，產生了極大的興趣。1987年進功學社銷售YAMAHA MIDI樂器，1989年度獲選為最佳業務員，晚上在鋼琴酒吧彈電BASS。1992年轉至利達數位影音科技股份有限公司，開始製作廣告配樂的職業生涯。2011年成立華亞國際音樂有限公司製作版權音樂。
上海，台北聲動錄音室特約作曲、日本YAMAHA流行音樂學校MIDI講師、經濟部工業局數位內容學院課程評審，專業廣告、戲劇、電玩、動畫、流行音樂唱片之作曲、編曲、配樂。作品有1000支電視廣告、200部電視劇、6部日本NHK紀錄片作曲、100台 Slots老虎機拉霸 音樂設計、86張版權音樂製作。

## 奖项
- 2004  Game Star【仙劍奇俠傳三外傳 - 問情篇】榮獲年度最佳遊戲配樂獎。
- 2003  Game Star【聖女之歌 2】榮獲年度最佳遊戲配樂獎   Game Star【仙劍奇俠 3】	入圍最佳遊戲配樂。
- 2002  Game Star【聖女之歌】【仙劍奇俠傳二】入圍最佳遊戲配樂【聽我說對不起】入圍金鐘獎最佳音樂音效
- 1996 電影配樂【燈】入圍最佳編曲  入圍最佳錄音 。
- 1992 流氓阿德專輯【強強滾】入圍金曲獎年度十大最佳歌曲  英國De Wolfe公司發行《ASIA》

## 主要作品

### 游戏音樂
- 《古剑奇谭三：梦付千秋星垂野》（2018）
- 《神舞幻想》（2017）
- 《圣女之歌零》（2016）
- 《仙劍奇俠傳六》（2015）
- 《仙劍奇俠傳五》（2014）
- 《古剑奇谭：琴心剑魄今何在》（2010）
- 《玄武豪俠傳online》（2010）
- 《仙劍奇俠傳三外傳·問情篇》（2004）
- 《聖女之歌2》（2003）
- 《仙劍奇俠傳二》（2002）

### 其他
- 有線新聞台節目《有線中國組》主題音樂《歷史中國》
- 2019 HBO 戒指流浪記  老鼠捧茶請人客
- 2018 Netflix 雙城故事。 古劍奇譚三 遊戲音樂
- 2016  客家電視台 頻道包裝 民視 春花夢露 配樂   十方法界弘法衛星電視臺套裝歌曲。
- 2015  故宮博物院 數位故宮 百駿圖 3D 動畫配樂  公共電視台 頻道包裝。
- 2015  中國大眾汽車 新車發布會 音樂。
- 2014  中國大眾汽車 新車發布會 音樂。
- 2013  中國大眾汽車 新車發布會 音樂   陽明山國家公園 竹子湖宣導片配樂  導演萬仁 電影 車拼 電影配樂。
- 2011  臺北世界設計大會 宣傳影片配樂。
- 2010 《小丑魚》製作配樂，NHK《China Wow!》作曲。
- 2009  NHK《新漢詩紀行》作曲。
- 2008  公共電視台偶像劇《你是我的唯一》作曲。
- 2007  公共電視台歷史劇《亂世豪門》作曲。
- 2006  日本相撲橫綱大關海外巡業台北歡迎酒會作曲，NHK《世界遺產100》配樂作曲 DVD 5集由小學館發行。
- 2005  NHK 《功夫之星》配樂作曲、國家地理頻道《蟑螂X檔案》作曲  NHK《世界遺產100》特約作曲。
- NHK《Asia Resort》作曲。
- 2001 NHK高傳真電視節目《世界的山嶽鐵道》作曲， 個人演奏專輯《旅程》出版。
- 2000年 朝日電視台特別節目《中國謎的女神》作曲，主題曲收錄在SONY唱片 "Image2"專輯。
- 1998年 NHK《西南絲路》配樂作曲 主題曲"異人迴廊"收錄在SONY唱片"Image"專輯裡在日本銷售超過160萬張。
- 《黃飛鴻'92之龍行天下》主題曲作曲，《潮起潮落陪你度過》由成龍演唱。
- 1990年 發行個人演唱專輯《電視課本》。

## 外部連結
- 周志華官網 （页面存档备份，存于）